# Phasia chilensis
Phasia chilensis är en tvåvingeart som först beskrevs av Macquart 1851.  Phasia chilensis ingår i släktet Phasia och familjen parasitflugor. Inga underarter finns listade i Catalogue of Life.